# هربرت ساندر
هربرت ساندر (بالدنماركية: Herbert Sander)‏ هو مبارز بالسيف دنماركي، ولد في 21 أغسطس 1879 في فريدريكسبرغ في الدنمارك، وتوفي في 18 نوفمبر 1947 في كوبنهاغن في الدنمارك.

## وصلات خارجية
- هربرت ساندر على موقع أوليمبيديا (الإنجليزية)